# Денмарк, Лейла
Ле́йла Э́лис Де́нмарк (англ. Leila Alice Denmark, M.D., урожд. До́три (англ. Daughtry); 1 февраля 1898, Портал, Джорджия — 1 апреля 2012, Атенс, Джорджия) — американский педиатр, одна из разработчиков вакцины от коклюша; являлась старейшим практикующим педиатром в мире, выйдя на пенсию в возрасте 103 лет в мае 2001 года. Одна из немногих стодесятилетних долгожителей, которые известны не только своим долгожительством, и единственная знаменитость в истории, дожившая до 114 лет. На момент смерти она занимала 4 место в списке старейших живущих людей. По состоянию на 2012 г. она входила также в сотню старейших людей из когда-либо живших, чьи даты рождения и смерти точно известны.

## Биография
Родилась 1 февраля 1898 года в Портале, штат Джорджия, была третьей из 12 детей. Денмарк училась в колледже Тифт в Форсайт, штате Джорджия, где она получала педагогическое образование, но решила поступать в медицинскую школу, после того, как её жених, Джон Э. Денмарк, был отправлен на о. Ява в Индонезию, государственным департаментом Соединенных Штатов и куда не разрешалось брать жён. Она была единственной женщиной среди выпускников Медицинского колледжа Джорджии 1918 года, и вышла замуж вскоре после окончания школы[уточнить].
Молодая пара поселилась в Атланте, где Лейла Денмарк работала сначала в больнице Грейди, а потом в детской больнице Эглстон. С 1931 года приступила к частной практике. В 1932 году занималась эпидемией коклюша, унёсшей в Джорджии 75 человеческих жизней. Благодаря исследованиям Лейлы Денмарк, в ходе которых ей удалось вылечить и свою дочь, Мэри Элис (1930 г.р.), было начато производство вакцины против коклюшной палочки. Эффективность своих исследований Л.Денмарк описала в журнале «American Journal of Diseases of Children». За свои достижения Денмарк получила Премию Фишера в 1935 году.
В 1945 году переехала в Санди-Спрингс, где она продолжила педиатрическую практику. В возрасте 87 лет Л.Денмарк хотела уйти на пенсию и переехала в город Альфаретта, но в конечном счете продолжила работать врачом и там. Только в 2001 году Л.Денмарк оставила работу из-за проблем со зрением. В 103 года она, вероятно, была старейшим практикующим врачом в мире.
В 1971 году она опубликовала книгу под названием «Каждый ребёнок должен иметь шанс» (англ. Every Child Should Have A Chance), позднее переизданную несколько раз. Л.Денмарк изложила в ней свою философию отношения к детям. Среди прочего, она оказалась одним из первых врачей, указавших на вред курения в присутствии детей. Также она резко критиковала приём наркотиков, употребление кофе и алкоголя беременными женщинами. Л.Денмарк считала, что употребление коровьего молока не приносит пользы детям, а вместо того, чтобы пить соки, рекомендовала есть овощи.
Лейла Денмарк является обладателем многочисленных наград и титулов, в том числе, в 2000 году она получила звание почетного доктора Университета Эмори в Атланте, а в 1953 году — звание «Женщина года» в Атланте. Её муж, банкир по профессии, умер в 1990 году в возрасте 91 года. После ухода на пенсию, Лейла Денмарк жила в Альфаретте (штат Джорджия), а в возрасте 106 лет переехала в Афины (штат Джорджия) к своей дочери Мэри Хатчерсон.
1 февраля 2008 года Лейла Денмарк отпраздновала свой 110-й день рождения, осенью того же года состояние её здоровья ухудшилось, хотя позже Денмарк пошла на поправку.
В последнее время Лейла Денмарк жила в Атенсе (штат Джорджия).
Скончалась 1 апреля 2012 года в Атенсе (штат Джорджия) в возрасте 114 лет и 2 месяца.